# 福岡県道73号直方水巻線
福岡県道73号直方水巻線（ふくおかけんどう73ごう のおがたみずまきせん）は、福岡県直方市から遠賀郡水巻町に至る県道（主要地方道）である。

## 概要
直方市大字下境から遠賀郡水巻町猪熊8丁目に至る。
直方市の境橋を基点に遠賀川の東岸の堤防を通る県道である。同じく西岸を通る福岡県道27号直方芦屋線とほぼ並行するルートになっている。
1980年代末までは大半の区間にセンターラインがなく、狭隘区間も多かった。さらに北九州市八幡西区楠橋 - 中間市土手ノ内 - 中間市唐戸までは堤防沿いの道路は未開通で、住宅地を抜ける区間も存在していたが、1990年代から順次改良が進み八幡西区の一部を除き概ね2車線に整備された。
北九州市八幡西区楠橋の山陽新幹線の高架下で一時的に1.5車線となる他は、片側1車線の遠賀川堤防道路である。沿線には中間市役所がある。
北九州市八幡西区楠橋地区では「都市計画道路八幡鞍手線」の建設が2017年（平成29年）完成予定で進められており、予定より早く2015年（平成27年）3月29日に北九鞍手夢大橋として開通、これまで橋で直結されていなかった鞍手郡鞍手町小牧地区と橋で直結され、中島橋や遠賀橋における渋滞が緩和された。

### 路線データ
- 起点：福岡県直方市大字下境（境橋西交差点、福岡県道22号田川直方線市街地側交点）
- 終点：福岡県遠賀郡水巻町猪熊8丁目（御牧大橋東交差点、福岡県道26号北九州芦屋線交点）
- 総延長：18.2 km

## 歴史
- 1993年（平成5年）5月11日 - 建設省から、県道直方水巻線が直方水巻線として主要地方道に指定される[1]。

## 路線状況

### 重複区間
- 福岡県道419号夏吉直方線（直方市大字下境・境橋東交差点 - 直方市大字下境・東勘六橋交差点）

### 道路施設

#### 橋梁
- 境橋（彦山川、直方市）
- 感田橋（尺岳川、直方市）
- 笹尾川橋（笹尾川、中間市）
- 笹尾川橋（笹尾川、中間市）
- 弁天橋（黒川、中間市）

別線
- 北九鞍手夢大橋（遠賀川、北九州市八幡西区 - 鞍手郡鞍手町）

## 地理

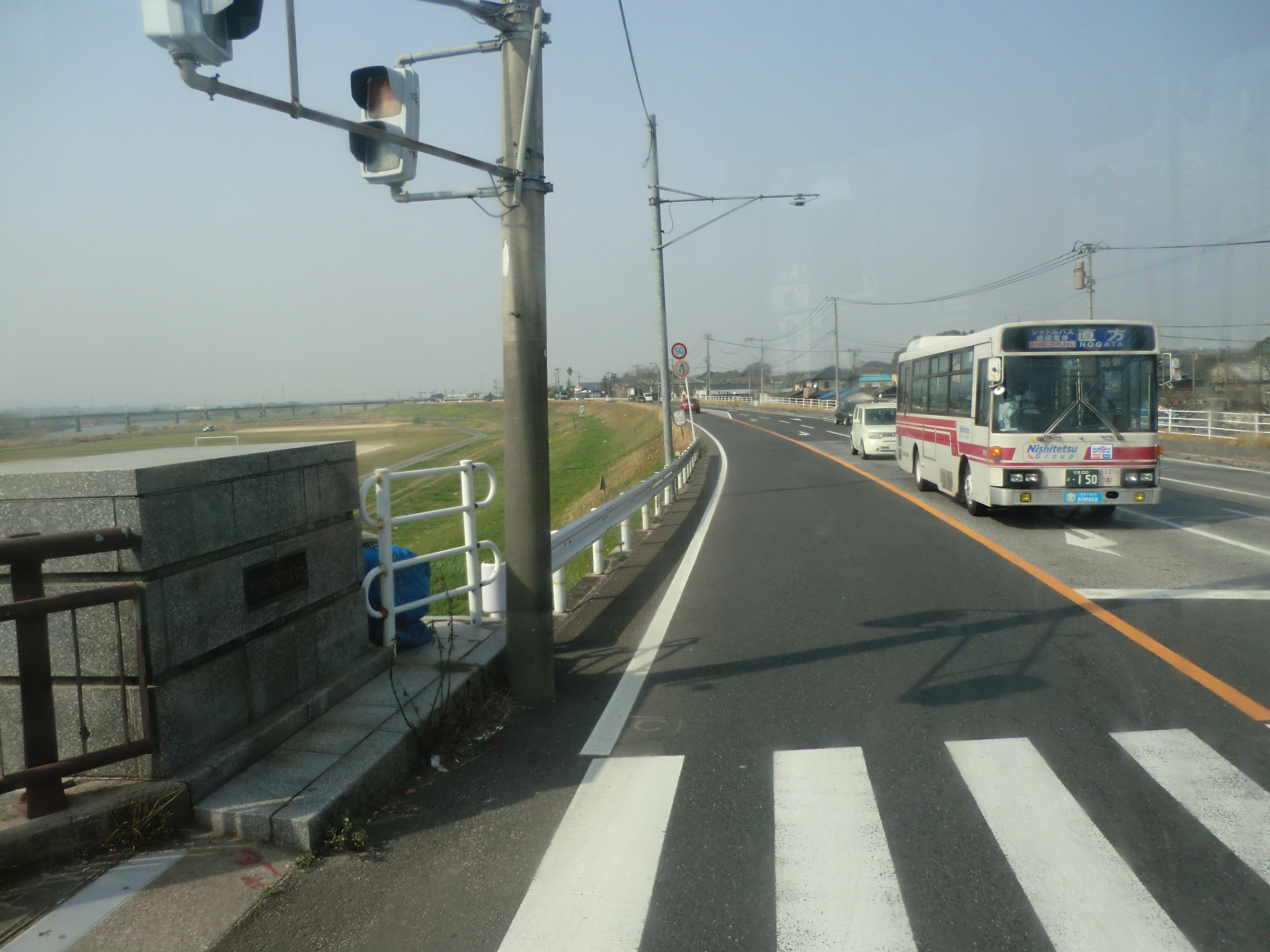
遠賀川沿いを走る福岡県道73号

### 通過する自治体
- 直方市
- 北九州市（八幡西区）
- 鞍手郡鞍手町[注釈 2]
- 中間市
- 遠賀郡水巻町

### 交差する道路
| 交差する道路                                  | 市町村名 | 市町村名 | 交差する場所 | 交差する場所             |
| --------------------------------------------- | -------- | -------- | ------------ | ------------------------ |
| 福岡県道22号田川直方線 / 市街地側             | 直方市   | 直方市   | 大字下境     | 境橋西交差点 / 起点      |
| 福岡県道419号夏吉直方線 重複区間起点          | 直方市   | 直方市   | 大字下境     | 境橋東交差点             |
| 福岡県道419号夏吉直方線 重複区間終点          | 直方市   | 直方市   | 大字下境     | 東勘六橋交差点           |
| 国道200号                                     | 直方市   | 直方市   | 大字頓野     | 日ノ出橋東交差点         |
| 福岡県道280号植木上上津役線                   | 北九州市 | 八幡西区 | 木屋瀬4丁目  | 中島橋東交差点           |
| 福岡県道73号直方水巻線 / 別線                 | 北九州市 | 八幡西区 | 大字楠橋     | 北九鞍手夢大橋東交差点   |
| 福岡県道27号直方芦屋線                        | 鞍手郡   | 鞍手町   | 大字小牧     | 北九鞍手夢大橋西交差点   |
| 福岡県道48号中間引野線 福岡県道98号中間宮田線 | 中間市   | 中間市   | 中間2丁目    | 中間市役所前交差点       |
| 福岡県道293号新延中間線                       | 中間市   | 中間市   | 浄花町       | 中間大橋東交差点         |
| 国道3号                                       | 遠賀郡   | 水巻町   | 立屋敷1丁目  | 立屋敷国道ランプ南交差点 |
| 国道3号                                       | 遠賀郡   | 水巻町   | 立屋敷1丁目  | 立屋敷国道ランプ北交差点 |
| 福岡県道26号北九州芦屋線                      | 遠賀郡   | 水巻町   | 猪熊8丁目    | 御牧大橋東交差点 / 終点  |

### 交差する鉄道
- 筑豊電気鉄道線
- 山陽新幹線
- 筑豊本線
- 鹿児島本線

### 沿線
- 彦山川
- ハローワーク直方
- 大和青藍高等学校日の出校舎
- 直方市立直方第二中学校
- 北九州市立長崎街道木屋瀬宿記念館
- 北九州市楠橋ポンプ場
- 中間市消防署
- 遠賀川水源地ポンプ室（世界遺産）
- 中間市役所
- 中間市立中間小学校
- 伊佐座取水場